# Marcellus Coffermans

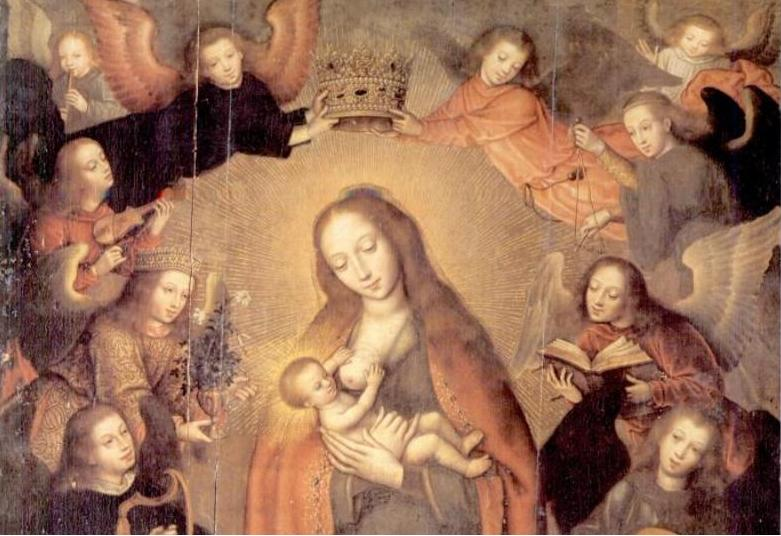
Vierge de Belén (fragment), (1560), église de l’Annonciation (Seville).

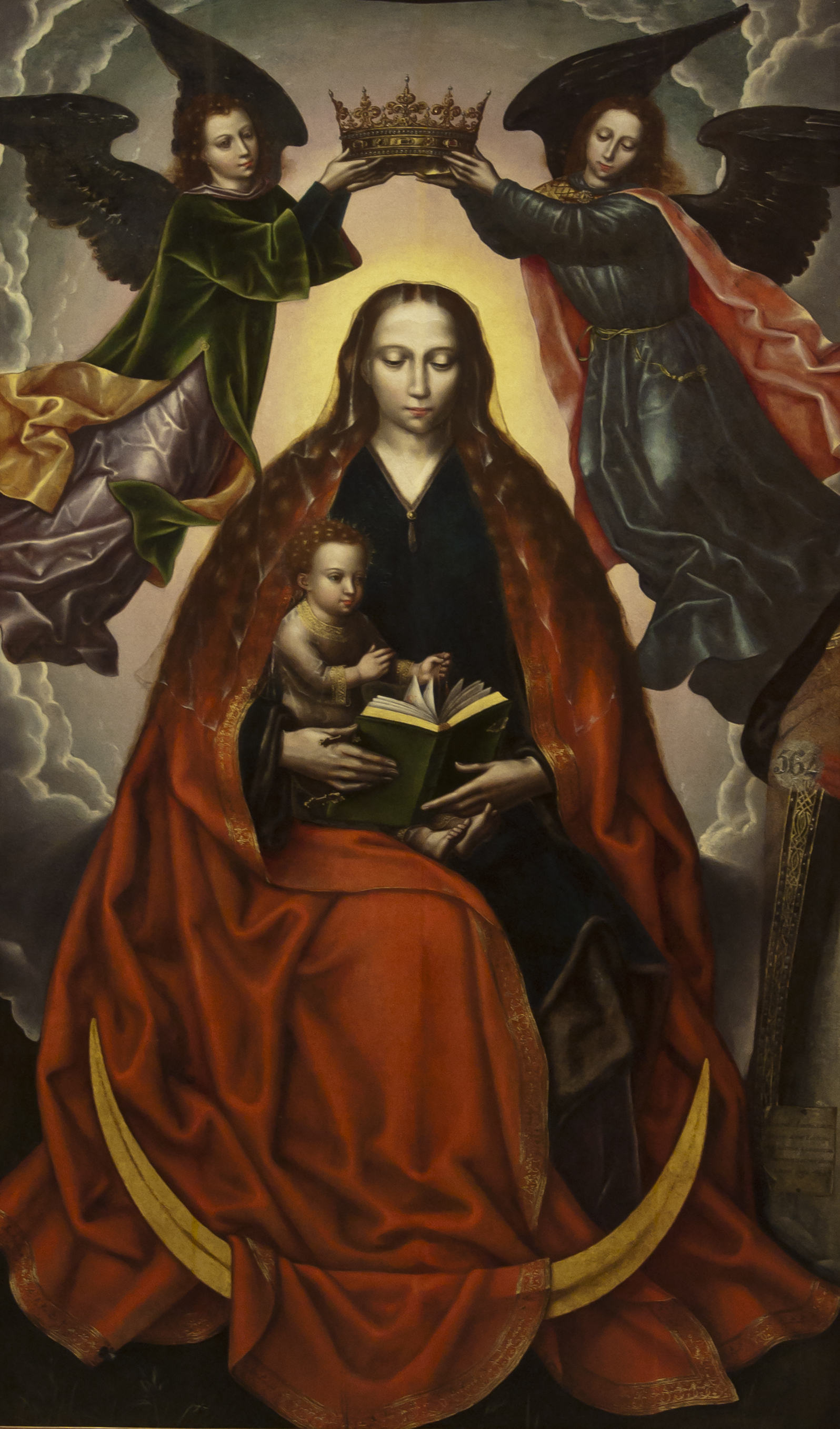
Piété, 1560, musée des beaux-arts de Séville.

Marcellus Coffermans était un peintre flamand du XVIe siècle. Les dates exactes de sa naissance et de sa mort sont inconnues mais il est certain qu'il est resté actif à Anvers au moins entre 1549 (date du début de son apprentissage) et 1575. Après avoir passé son examen de maîtrise en 1554, il entra dans la guilde de Saint-Luc et sa fille Isabelle en fit de même en 1575.

## Style
Son style se rapproche de celui de Bruges, car son œuvre présente des similitudes avec quelques artistes de cette école tels que Ambrosius Benson, Gérard David et Hans Memling. Sa manière archaïque de peindre est inspirée des primitifs flamands du XVe siècle et principalement du XVIe siècle. Il utilisa aussi fréquemment les modèles classiques d'Albrecht Dürer et Martin Schongauer tout en leur restant très fidèle. Parmi les caractéristiques de son style, on reconnaît son idéal féminin avec un visage ovale et des yeux mi-clos ainsi que l'utilisation de couleurs émail où dominent les tons bleus.

## Œuvres
Ses tableaux, généralement de petites dimensions et traitant de thèmes religieux, étaient principalement destinés à l'exportation. En raison de fréquentes relations d'affaires, nombre de ses œuvres sont parvenues en Espagne et sont présentes dans le musée des beaux-arts de Séville, au monastère des Déchaussées Royales, au monastère de Yuste, au musée de l'Escurial, au musée du Prado, au musée Lázaro Galdiano, au Palacio del Virrey Laserna à Jerez de la Frontera et au musée de Villadiego entre autres.
Un triptyque de La Crucifixion, conservé au musée des beaux-arts d'Agen, lui est attribué.

## Source
- (nl) Marc Rudolf de Vrij : Marcellus Coffermans. Amsterdam, 2003,  (ISBN 90-804958-3-2)